# Genneperheide
De Genneperheide is een bos- en heidegebied ten zuidoosten van Gennep. Aansluitend naar het noorden ligt de Looierheide. De naam hiervan houdt verband met de eikenschors die hier gewonnen werd voor het leerlooien.
Beide gebieden zijn ontstaan op rivierduinen van Maas en Niers. Deze rivierduinen zijn kalkarm. Ze werden omstreeks 1930 met naaldhout beplant ten behoeve van de steenkoolmijnen, daar ze mijnhout leverden. Een drietal vennen komt hier voor omdat het zand op rivierklei en -leem is afgezet, wat niet waterdoorlatend is. Deze vennen kennen een aantal zeldzame plantensoorten: krabbenscheer, waterdrieblad, wateraardbei, duizendknoopfonteinkruid, moerashertshooi, veelstengelige waterbies, waterdrieblad, lavendelhei, kleine veenbes en dergelijke.
Ondanks de verschillende ontstaansgeschiedenis lijkt het landschap sterk op dat van dekzanden in het pleistoceen: Stuifzand, heide, en jonge naaldbossen. Ook eikenhakhoutstruwelen komen er voor. Ook zijn er enkele weilandjes in het gebied.
In de loop van de 19e eeuw kwamen hier militaire terreinen, en uiteindelijk ook zorginstellingen (Maria Roepaan, Sint Augustinusstichting). De militaire installaties werden ontmanteld.
Het tracé van het voormalige Duits lijntje loopt door de Genneperheide.

## Gennepse Hei
De Gennepse Hei is het onderdeel van de Genneperheide dat in beheer is bij Het Limburgs Landschap.
Het gebied bestaat uit twee gedeelten: Een bosgebiedje in het westen dat in 2010 is verworven, en een groter deel in het oosten, wat een terrein is van de voormalige instelling Maria Roepaan en dat door de Stichting Dichterbij in 2011 aan het Limburgs Landschap in erfpacht is gegeven. Totaal betreft het 20 ha.
Het westelijk deel bestaat vooral uit zomereikenbos. Hier groeit veel dalkruid, lelietje-van-dalen en grasklokje. Van de vlinders kan het oranje zandoogje worden genoemd, van de sprinkhanen de krasser, ratelaar en snortikker. Dit deel is toegankelijk op een aantal wandelpaden.
Het (grotere) oostelijk deel bestaat eveneens grotendeels uit zomereikenbos, er zijn ook voedselarme zandbulten en er is naaldhout, van grove den. Van belang is de Zeven Morgensiep, een ven met onder meer wateraardbei en blauwe zegge. Libelle-achtigen als tengere pantserjuffer en koraaljuffer komen er voor. Tot de broedvogels behoren dodaars en kuifeend.